# Крајпуташ Милутину Виторовићу у Заграђу
Крајпуташ Милутину Виторовићу у Заграђу (општина Горњи Милановац) налази се крај пута за Варнице, у подножју Острвице. Споменик је посвећен Милутину Виторовићу из Заграђа који "погибе у рату 1874. године".

## Опис споменика
Споменик је у облику стуба, исклесан од крупнозрнастог пешчара. С предње стране урезан је једноставан крст, испод кога је у лучнo засведеном пољу текст епитафа. Полеђина споменика слично је обрађена. Текст се наставља на десној бочној страни, док је на супротној урезана пушка са бајонетом. До скоро оборен, стуб је сада подигнут на вишу позицију изнад пута, а поред њега је камена плоча којом је био прекривен. 

### Епитаф
Површина камена знатно је оштећена, тако да се текст тешко чита:
ОВАЈ ЗНАК
ПОКАЗУЈЕ ВОЈНИКА
ВЕЧНИ СПОМЕН
ХРАБРОМ ВОЈНИКУ
МИЛУТИНУ ВИТОРОВИЋУ
ИЗ ЗАГРАЂА ЖИВИ
24 Г. ПОГИБЕ У РАТУ
1874. ГОДИНЕ
ПРВЕ
ЧЕТЕ
РАТА
ЈУНА
К